# Trident (排版引擎)
Trident（又稱為MSHTML、IE内核），是微軟的視窗作業系統（Windows）搭載的網頁瀏覽器—Internet Explorer的排版引擎的名稱，它的第一個版本隨著1997年10月Internet Explorer第四版釋出，之後不斷的加入新的技術並隨著新版本的Internet Explorer釋出。在Internet Explorer第七版中，微軟對Trident排版引擎做了重大的變動，除了加入新的技術之外，並增加對網頁標準的支持。儘管這些變動还是不足以弥补已經有相當大程度上落後了其它排版引擎的差距，如Gecko、KHTML、Webkit、Blink及Presto。
除此之外，微軟還有另一個網頁瀏覽器排版引擎，稱為Tasman，它是使用在「Internet Explorer for Mac」的排版引擎。相較於Trident，Tasman引擎對網頁標準有較佳的支援。與普遍的看法相反的是，微軟已經停止了Mac版本的Internet Explorer的開發，但Tasman的開發仍舊持續，新版本的Tasman引擎仍被應用在一些微軟產品上，例如Office for Mac。
在Microsoft Edge瀏覽器中，Trident被其分支EdgeHTML所取代。

## 軟體開發
Trident引擎被設計成一個軟體元件（模組），使得其他軟體開發人員很容易的將網頁瀏覽的功能加到他們自行開發的應用程式裡。微軟提出了一個稱為「元件物件模型」（COM）的軟體介面架構。供其它支援的元件物件模型開發環境的應用程式（如：C++及.NET）存取及編輯網頁。例如，由C++所撰寫的程式可以加入瀏覽器控制項裡，並透過Trident引擎存取當前顯示在瀏覽器上的網頁內容及網頁的各種元素的值，從瀏覽器控制項觸發的事件亦可被程式擷取並進行處理。Trident引擎所提供的所有函式庫可以透過與mshtml.dll這個檔案的連結而達成撰寫程式時所需要的功能。

## 版本
| Trident版本 | MSHTML.dll版本 | Internet Explorer版本 | 更新 |
| ----------- | -------------- | --------------------- | --- |
| 不明        | 4.0.x          | 4                     | 首發 |
| 不明        | 5.0.x          | 5                     | 增加對CSS 1的支援及改變對CSS 2的渲染                                                                       |
| 不明        | 5.5.x          | 5.5                   | 修正部份CSS的排版控制                                                                                      |
| 不明        | 6.0.x          | 6                     | 修正box model的錯誤及新增quirks mode的切換功能，以增加對DTD的支援                                          |
| 不明        | 7.0.x          | 7                     | 修正部分CSS排版處理上的錯誤以及增加對PNGalpha通道（半透明）的支援                                          |
| 4.0         | 8.0.x          | 8                     | 第一个通过Acid2测试的版本                                                                                  |
| 5.0         | 9.0.x          | 9                     | 首次支援HTML5、SVG、CSS3及採用新的JScript引擎。另外，首次加入利用DirectX中的硬件加速改善網絡應用程序的性能 |
| 6.0         | 10.0.x         | 10                    | 支持CSS3多栏式排版、格子对齐、浮动式区块排版、渐变以及ECMA5严格模式                                        |
| 7.0         | 11.0.x         | 11                    | 支持WebGL和SPDY。增强对HTML5标准的支持和性能提升                                                           |

## 用例
除了Internet Explorer第四版以後的版本使用Trident排版引擎之外，還有其它的應用程式也使用了Trident排版引擎所提供的技術（參見Internet Explorer殼層）。它也用於從Windows 98到Windows XP及Windows Server 2003所有版本的Windows Explorer。Windows 2000在新增／移除程式中使用Trident來渲染安裝程式清單，以及在Windows XP中也被用於使用者帳戶控制面板，這是一個HTML應用程式。
其他使用Trident的一些應用程式還包括：
- AOL Explorer
- Avant Browser
- Maxthon
- GreenBrowser
- Netscape Browser，在IE模式下使用Trident來渲染網頁
- Sleipnir
- GOSURF
- MyIE
- 騰訊TT
- 世界之窗
- Google Talk，使用Trident引擎來渲染對話介面
- IE Tab，Mozilla Firefox和Google Chrome網頁瀏覽器的一個擴充套件，使用Trident排版引擎來瀏覽網頁
- RealPlayer，播放程式內附的網頁瀏覽器
- RealNetworks，旗下的網路遊戲公司RealArcade所提供的服務
- 微軟公司的Microsoft Office Outlook以及Outlook Express電子郵件軟體使用Trident技術協助HTML格式的信件資料排版以及「Outlook Today」畫面的顯示
- 微軟公司的Encarta百科全書及其相關產品
- 微軟公司的Windows Media Player使用Trident技術產生「Media Information」頁面
- 微軟公司的Microsoft Office InfoPath 2003（以XML為基礎的表格開發器）產品
- 微軟公司的MSN Messenger即時通訊軟體利用該技術處理使用Flash技術的遊戲或比賽以及廣告的展示資訊
- 跨平台的文件閱讀軟體TomeRaider
- 維爾福軟體公司的Steam內容傳送系統使用Trident技術在該軟體的「儲存」及「更新消息」的功能。